# Xeronema
Xeronema és un gènere de plantes amb flors que conté dues espècies, Xeronema moorei de Nova Caledònia i Xeronema callistemon de les illes Poor Knights i Taranga Island a Nova Zelanda. Les plantes són liliòpsids herbacis, que s'estenen per rizomes, i tenen flors grans posades en espigues terminals, amb estams que s'eleven per sobre de les flors.
L'espècie tipus Xeronema moorei es troba a les muntanyes de Nova Caledònia.
Xeronema callistemon és endèmic de les illes Poor Knights i de l'illa Taranga al nord de Nova Zelanda. Va ser descobert l'any 1924. X. callistemon té grans grups florals en forma de pinzell que creixen horitzontalment. Els grups comencen a créixer verticalment i després es dobleguen de costat. Les flors de color vermell brillant creixen cap amunt des de la tija, amb pol·len taronja brillant. La planta pot arribar a fer una alçada d'un metre d'alçada i d'ample.
El sistema APG IV, de 2016, accepta aquest gènere com a constitutiu de la seva pròpia família Xeronemataceae. Ho situa a l'ordre asparagals (Asparagales), al clade monocots. La família es pot separar d'altres famílies d'asparagals (Asparagales) per proves d'ADN; està relacionat amb les asfodelàcies (Asphodelaceae) però es diferencia per tenir fulles uniformement unifacials com les iridàcies (Iridaceae).

## Taxonomia
El gènere Xeronema va ser descrita per Brongn. & Gris i publicat a Bull. Soc. Bot. France 11: 316, a l'any 1864.
Etimologia
Xeronema: epítet grec Ξερόνεμα.